# Shinya Chiba
Shinya Chiba (千葉 真也 Chiba Shinya?), född 3 maj 1983 i Miyagi prefektur, är en japansk före detta fotbollsspelare.
Chiba började sin karriär 2002 i Albirex Niigata. Efter Albirex Niigata spelade han för Okinawa Kariyushi FC, Sony Sendai och NEC Tokin. Han avslutade karriären 2008.